# The Earthstopper
Earthstopper on the Banks of the Derwent (« Boucheur de terrier » sur les berges de la Derwent), ou simplement The Earthstopper, est un tableau de Joseph Wright of Derby qui l'acheva en 1773. La scène montre un homme en train de bêcher, de nuit, au bord de la Derwent, une rivière du Derbyshire.

## Description
L'homme que montre le tableau est occupé à boucher l'entrée d'un terrier de renard, de façon que la chasse à courre du lendemain puisse venir à bout de son gibier sans lui laisser la possibilité de se réfugier sous terre. Son activité fait de cet homme ce que l'on appelait alors un earthstopper.
Joseph Wright était réputé pour ses études utilisant des lumières inhabituelles, mais ici nous voyons cette technique combinée au traitement d'un paysage. Wright peignit peu de tableaux notables incluant un paysage avant son voyage en Italie, pendant lequel il en réalisa un grand nombre, dont ceux montrant l'éruption du Vésuve. Selon Benedict Nicolson, spécialiste de l'œuvre de Joseph Wright, The Earthstopper a inspiré les vers d'une poésie incluse dans un recueil portant le nom et dédié à la défense de la forêt de Needwood. L'auteur du poème est Francis Noel Clarke Mundy, qui commanda par la suite à Wright six portraits de lui-même et de cinq de ses amis, tous revêtus de sa livrée de chasse personnelle. Voici ses vers :
Whilst as the silver moonbeams rise,

Imagin'd temples strike my eyes

With tottering spire, and mouldering wall,

And high roof nodding to it's fall, -

His lanterns gleaming down the glade,

One, like a sexton with his spade,

Comes from their caverns to exclude

The midnight prowlers from the wood...

(« Alors que la lune lance ses rayons d'argent,/Des temples imaginés frappent mes yeux :/Flêche chancelante et mur branlant/Et haute toiture penchée vers sa chute, -/Lanternes luisant dans la clairière,/L'un d'eux, tel un sacristain avec sa bêche,/Vient de leurs cavernes pour chasser/Les rôdeurs nocturnes hors du bois... »)
Il est juste que Wright, dont des tableaux tels que Miravan reposent sur la littérature, ait inspiré en retour la poésie d'un groupe qui comprenait Erasmus Darwin et Anna Seward.

## Histoire
Le tableau, exposé en 1773, fut acheté par Philip Yorke, qui devint membre de la Royal Society et deuxième comte de Hardwicke. Le tableau resta dans la même famille jusqu'à sa vente par le cinquième comte, Charles Yorke, dit Champagne Charlie, réputé pour sa prodigalité. Par coïncidence, Benjamin Disraeli nomma ce dernier, à la demande du prince de Galles, au titre de Master of the Buckhounds, ce qui faisait de lui le représentant de Sa Majesté aux chasses d'Ascot. Le tableau fut finalement acquis par Benedict Nicolson, le biographe de Wright, qui le vendit par l'intermédiaire de l'Art Fund au Derby Museum and Art Gallery.